# The Undertones
The Undertones sono un gruppo musicale pop punk nordirlandese fondato nel 1975 a Derry.

## Storia
Il loro debutto discografico risale al 1978 e la loro attività musicale è continuata fino al 1983, quando il cantante Feargal Sharkey ha deciso di intraprendere la carriera solista. I fratelli John e Damian O'Neill, trasferitisi a Londra, hanno dato vita ai That Petrol Emotion. Nel 1999 il gruppo si è riunito ma con un nuovo cantante Paul McLoone.
Tra i loro maggiori successi, Teenage Kicks (1978) canzone tra le preferite da John Peel tanto da far incidere il verso "Are teenage dreams so hard to beat?" come epitaffio sulla lapide, Jimmy Jimmy e My Perfect Cousin (1980) unica hit ad entrare nella Top 10.

## Formazione
- Feargal Sharkey – voce
- John O'Neill – chitarra
- Damian O'Neill – chitarra, tastiera
- Michael Bradley – basso
- Billy Doherty – batteria

## Discografia

### Album in studio
- 1979 – The Undertones
- 1980 – Hypnotised
- 1981 – Positive Touch
- 1983 – The Sin of Pride
- 1989 – The Peel Sessions Album
- 2003 – Get What You Need
- 2007 – Dig Yourself Deep

### Singoli
- 1978 – Teenage Kicks
- 1979 – Get over You
- 1979 – Jimmy Jimmy
- 1979 – Here Comes the Summer
- 1979 – You've Got My Number
- 1980 – My Perfect Cousin
- 1980 – Wednesday Week
- 1981 – It's Going to Happen!
- 1983 – Julie Ocean